# 田中和広
田中和広（たなか かずひろ）は岐阜県山県市の実業家。0.1マイクロメートルという超微細な泡「マイクロナノバブル」を発生させるμ-jet（ミュージェット）の特許を取得し、これを組み込んだシャワーヘッドのボリーナや蛇口アダプターなどの製造・販売を行なっている。株式会社田中金属製作所、株式会社Water Connectの代表取締役を務め、2023年1月31日にこれらを辞任した。現在は、2023年3月31日に旧田中金属製作所（現・株式会社TKS）から新設分割された新たな株式会社田中金属製作所の代表取締役会長および株式会社Tropical Ketchupsの代表取締役を務める。
良い商品を作るだけではなくそれを発信することも重要視し、自らがホームセンターなどで実演販売を行なう。その姿勢が注目を受けテレビ番組などにも数多く出演している。

## 人物
1968年（昭和43年）3月6日生まれ。美山北中学校卒業。幼稚園児から小学生の頃にいじめにあったことがあり、その時のクラスメートと同じ高校へ通うのが嫌だったため、家業を継ぐため早く技術を身に着けたいという理由を作って高校へは進学せず、父の工場の取引先に就職する。
10代後半から20代前半にかけて、バンド活動を行なっていた。就職したばかりの頃、地元の美山中央公民館でライブを行いたいと考えた。通常は費用などの問題で実現不可能であるが、ライブをチャリティーにしたり、後援を取り付けたりして費用を一切かけずにライブを実現する。「ステージがなければ、自分で作ればいい」というこのときの考えが、後の「アーティスト理論」に結びついていく。また、20歳の時に、岐阜県関市の刃物まつりで、叔父に誘われて輸入品のピーラーを販売する。田中にとってこれが初めての店頭販売であり、「お客さまが興味深そうに視線を向けてくれるのが、とてもうれしかった」と回顧している。
最初の就職先で金属加工技術を学ぶなどして5年間過ごしたが、仕事に慣れ環境に甘んじていた自身を反省し、1989年（平成元年）に父の会社に入社した。当時は二次下請企業であったが、金も仕事も一次下請け企業に握られる状況に窮屈さを感じていた。ある日、自分たちが1個3～4円で納品した部品が使われた商品が1万8000円で売られている事を知る。これが「良い製品」を「適正な価格」で売ることによる付加価値であると気づき、この「良い商品」さえ開発出来れば、一次下請企業を超えてメーカーにさえなれるという思いのもと、自社製品の開発に着手するようになる。
2003年（平成15年）に父の後を継ぎ、2代目の社長となる。
2023年（令和5年）1月31日に一身上の都合により代表取締役を辞任した。
現在は、2023年3月31日に旧田中金属製作所（現・株式会社TKS）から新設分割された新たな株式会社田中金属製作所の代表取締役会長および株式会社Tropical Ketchupsの代表取締役を務める。

### 経営理念
現在の主力商品となっているシャワーヘッドのボリーナ発売したときに、当初は店頭での販売を断られていたが、社長である自らが実演販売を行い販路を開拓した（下に詳述）。このときの経験について田中は「売れなければ自分で売ればいい。期待を上回る130パーセントの感動を発信すれば売れる」と述べている。このように良い商品を作るだけではなく発信する重要さに気付き、売り場をステージに見立て、製品が躍るステージを自ら作り出す必要性を「アーティスト理論」と名付けて実践している。
自らのこの経験を基に、ビジネス書を発売。2017年（平成29年）6月17日に発表された売上ランキングでは、三省堂書店名古屋高島屋店の1位を獲得した。また、現在は販売先の開拓に悩む中小企業の支援も行なっている。
2020年8月にはシャルレに友好的M&Aで自社の全株式を売却した。これは、自身の退任後を見据えた判断で、「現在のトップダウン経営が機能しなくなれば経営に影を落とす。社員のさらなる幸福実現のために、次世代の経営システム作りが必須と考えた」と述べている。

## 開発商品

### シャワーヘッド
2000年（平成12年）ごろに節水コンサルタントの会社からの依頼で節水器具を作製する。節水できるシャワーヘッドは水の勢いが弱まるという難点があり、その両立に頭を悩ませる。ある日、水の勢いが落ちるのはシャワーの噴出孔の大きさに比べ水の体積が小さいためであり、空気を混ぜて水の体積を増やすという方法を思いつく。以前に仕事で得ていた水に空気を混ぜる技術とこの考えを基に2001年（平成13年）に「ミックスジェット」と呼ぶ技術を採用したアダプターを開発し、他社に提供する。その後、大手ホームセンターチェーンの依頼を受けてこのアダプターを組み込んだシャワーヘッドの「アリアミスト」を自社製品として開発し、2005年（平成17年）に商品化する。これは、シャワーヘッドを通る水に空気を含ませることで体に心地よさを与え、最大で50%の節水率も実現していた。
2006年（平成18年）にテレビの通信販売で取り上げられると個人の消費者に売れるようになるが、放送が終了すると売り上げが落ち込むようになる。また、2008年（平成20年）には部品加工を請け負っていた主要取り引きメーカーの事業撤退やその事業譲渡先の内製化により、大幅な債務超過に陥った。このように悪化していく状況を打破するために、田中はマイクロナノバブルに注目し、0.1マイクロメートルの気泡を水に混ぜる「μ-jet」（ミュージェット）を開発して特許を取得。これを内蔵したシャワーヘッド「ボリーナ」を開発する。
価格は9,800円と同機能を持つシャワーヘッドの中では低価格であったが、ホームセンターに売り込んだものの当初は高額であることを理由に扱ってもらえなかった。そこで田中は、売れる商品だと証明するために自ら実演販売を行い、東急ハンズ銀座店で30本を販売する。これを機に毎週上京して実演販売するようになったことで、評判が広がり実演販売の依頼と取り扱い店舗が増加。さらに、このような社長自らの実演販売にテレビ局が目を付け、2013年（平成25年）8月にテレビ番組「ガイアの夜明け」で取り上げられると、7月には1,000本だった売り上げが8月、9月には合わせて14,000本に増加した。これにより2013年（平成25年）度は20%を超える利益率を達成し、2012年（平成24年）時点では8,000万円だった累積赤字を一気に解消した。販売からの6年間（2018年12月時点）で30万本を出荷。一般客への販売のみならず、スポーツクラブや、日本や海外のホテルにも採用されている。また、山県市のふるさと納税の返礼品にも採用されている。
その後も、ペット用の「ボリーナペットケア」や水道水の残留塩素を低減する浄水機能を備えた「ボリーナプリート」、独自開発のアダプターを内蔵することでヘッドの位置を固定したままシャワーを浴びることができる「ボリーナワイドプラス」も発売。2019年（平成31年）からは「ピュアージュ」も販売している。また、シャワーヘッドの散水板に絵柄を刻印する技術も有している。
現在は、アメリカや中国、韓国、UAE、台湾、香港、シンガポールなどにも販路を拡大している。
2020年（令和2年）から始まった新型コロナウイルスの影響により「巣ごもり生活でプチぜいたく志向が高まった」（田中）ことで売り上げを伸ばしている。ボリーナシリースの累計販売数は、2022年1月時点で80万本以上、2023年1月時点では7種類を販売し108万本を突破している。

### マイクロナノバブル発生装置
マイクロナノバブルは0.1マイクロメートル（1ミリメートルの1万分の1）サイズの超微細泡で、田中金属製作所はこれを発生させる技術である「μ-jet」（ミュージェット）の特許を取得している。μ-jetシステムでは通常の水道の圧力でもマイクロバブルを発生させることができ、水流をらせん状に強く回転させることで水に溶け込んでいる空気をマイクロバブルにする。このマイクロナノバブルを含む水は雑菌が少ないなど品質が良く、肌の洗浄作用や保湿作用などに優れる他、洗濯の際の汚れの落ち具合、養殖魚や農産物の成長促進などにも効果があるとされる。さらに、動脈硬化や腫瘍、糖尿病の症状改善などの医療分野にも効果がある可能性が示されている。

### その他の商品
- 蛇口用アダプター（awaawa[52]）：2011年（平成23年）に発売[8]。μ-jetを内蔵しておりマイクロバブル発生装置としては日本最小クラスで、価格や取り付けの簡単さでも他社との差別化を図っている[50]。
- シャワーヘッド節水効果予想アプリ：2015年（平成27年）に開発。シャワーヘッドを節水型に取り換えた際の効果を予想するiPhone向けの無料アプリケーション[54][55]。
- ボリーナO3ミスト：2020年（令和2年）に発売[56]。容器に水道水を入れてから内蔵する電極で水を電気分解し、殺菌機能を持つオゾンを作ることでオゾン水にする[57]（30～40秒で生成[56]）。オゾン水はスプレーとして噴射できるが、その際にウルトラファインバブル[注 1]を含み、除菌効果を高めることが期待できる[57]。殺菌・消毒の方法として、アルコールなどの代替の需要を目指している[58][注 11]。ポケットに入る大きさで[56]、2020年グッドデザイン賞受賞[61]。
- 火を息吹く真鍮 火樂～KAGURA～[62]：2022年（令和4年）に発売された、キャンプなどで焚火をする際に使用する真鍮製の火吹き棒[63][注 12]。創業以来培ってきた金属加工の技術を生かして、真鍮の棒から削り出して製作された[63]。火を吹く際の空気の逆流を防ぐことで、呼吸器系の火傷を防止する[63]。また、シャワーヘッドの技術を生かし、周囲の空気を巻き込んで燃焼を促進する独自開発のマウスピースを搭載している[62]。

## 田中金属製作所の略歴
- 1965年（昭和40年）に岐阜県山県郡美山町で、水栓バルブの金属部品メーカー[注 13]である田中鉄工所として和広の父・昭雄が創業[9]。
- 1994年4月8日に有限会社田中金属製作所を設立[23]。
- 2003年に昭雄が会長職となり、和広が2代目の代表取締役となる[23]。
- 2005年に株式会社田中金属製作所に社名変更[23]。
- 2005年にシャワーヘッド「アリアミスト」を発売する[33]。
- 2011年にシャワーヘッド「ボリーナ」を発売する[14]。
- 2015年4月1日にグループの販売部門として株式会社TKSを岐阜市木ノ下街に設立[66]、同年9月28日に社名を「ウォーターコネクト」[67]に変更、中小企業専門商社となる[10]。
- 2019年にシャワーヘッド「ピュアージュ」を発売する[42][43]。
- 2020年8月に株式会社シャルレに全株式を売却し、その子会社となった[29]。
- 2023年1月31日に和広が代表取締役を辞任し、岩永信幸が新たに就任する[11]。
- 2023年3月31日に旧田中金属製作所は株式会社TKSに商号を変更、新たに株式会社田中金属製作所が新設分割され[12]、和広が代表取締役会長に就任した[2]。

## 表彰
- 岐阜県発明くふう展[68]日本弁理士会会長奨励賞受賞（2005年）
- 地域産業資源活用事業計画認定（中部経済産業局、2011年）[65][69]
- はばたく中小企業・小規模事業者300社（中小企業庁、2017年）[70][71]
- 稲盛経営者賞　製造業第3部門 1位（盛和塾第25回世界大会、2017年）[72][注 14]
- 2016年下期企業価値認定証[74]、2019年下期企業価値認定証[23]（一般社団法人 企業価値協会）[注 15]
- 地域未来牽引企業　認定（経済産業省、2017年）[75][注 16]
- グッドデザイン賞（対象商品：ボリーナO3ミスト）（公益財団法人日本デザイン振興会、2020年）[61]
- マイクロナノバブルシャワーヘッド部門 第1位（対象商品：ボリーナ ニンファプラス）[76]、節水シャワーヘッド部門 第2位（対象商品：ボリーナ プリート）[77]（マイベスト、2020年）

## テレビ情報

### 田中和広出演
- 『アジアの風〜小さな挑戦者たち〜』（テレビ東京、2012年6月23日）
- 『ガイアの夜明け』（テレビ東京、2013年8月6日）
- 『Station!』放送内「ターニングポイント～成功への分岐点～」（ぎふチャン、2015年4月29日）
- 『時代のNEW WAVE』（日経CNBC、2015年9月12日）
- 『日本のチカラ』（テレビ朝日、2015年10月18日：群馬テレビ、2016年8月15日、8月21日：東京MX、2016年10月24日）
- 『日経スペシャル「夢織人」』（テレビ大阪、2016年7月23日：BSジャパン、2016年7月28日）
- 『黒ちゃんねる』（テレビ愛知、2016年8月13日、2017年7月14日）
- 『スタイルプラス』放送内「東急ハンズ特集」（東海テレビ、2016年8月21日）
- 『デルサタ』（メ～テレ、2017年7月1日）
- 『中小企業ビジネスジャーナル』（BS11、2017年8月2日）
- 『キャッチ!』（中京テレビ、2017年8月10日）
- 『逆転ピープルズ』（テレビ愛知、2017年12月30日）
- 『Station!』放送内「GIFUエキスパートに会いにゆっこ～!」（ぎふチャン、2018年11月8日）
- 『大阪ほんわかテレビ』（読売テレビ、2018年12月7日）
- 『どさんこワイド』（札幌テレビ、2019年12月5日）
- 『きらめきPalette』（福岡放送、2020年1月9日）
- 『前略、大とくさん』（中京テレビ、2020年10月11日、2021年3月7日）
- 『NEXT JAPAN〜熱き求道者〜』（MBSテレビ、2021年5月22日）
- 『せやねん』（MBSテレビ、2021年8月14日）
- 『3人の鬼才 六秒世界2』（朝日放送テレビ、2021年9月19日）
- 『賢者の選択』（BS12 トゥエルビ、2022年1月23日：サンテレビ、2022年1月24日）
- 『ドデスカ!』（メ～テレ、2022年4月23日）
- 『スイッチ!』（東海テレビ、2022年7月7日）
- 『アルバレスの空 未来に羽ばたく企業たち』（テレビ東京、2022年11月25日）
- 『走れ!みつくに社長 おススメ情報お届けします』（テレビ大阪、2023年1月27日）
- 『反転の光』（メ～テレ、2023年2月26日）

### 企業・商品紹介
- 『そこが知りたい 特捜!板東リサーチ』（CBCテレビ、2010年8月18日）
- 『MADE IN GIFU～世界に誇る12の技～』（ぎふチャン、2011年3月28日）
- 『NHKニュースおはよう日本』番組内「まちかど情報室」（NHK、2012年1月19日、2020年10月23日、2020年11月5日）
- 『はなまるマーケット』（TBS、2014年3月4日）
- 『めざましテレビ』（フジテレビ、2015年1月23日）
- 『みや～ちのいいモノ見つけ旅』（メ～テレ、2015年6月18日）
- 『女子アナ５人いいモノ見つけ旅』（メ～テレ、静岡朝日テレビ、UX新潟テレビ21、北陸朝日放送、2016年3月21日：長野朝日放送、3月22日）
- 『ヒルナンデス!』放送内「発掘！穴場ウォーカー！」（日本テレビ、2016年7月1日）
- 『工場へ行こう』（テレビ愛知、2016年2月28日：びわ湖放送、2016年8月27日）
- 『ゆうがたサテライト』放送内「小さな驚きカンパニー」（テレビ愛知、2017年7月20日）
- 『クイズ!脳ベルSHOW』（BSフジ、2017年9月26日）
- 『情報プレゼンター とくダネ!』（フジテレビ、2017年11月16日）
- 『羽鳥慎一モーニングショー』（テレビ朝日、2019年1月8日）
- 『デルサタ11』（メ～テレ、2019年11月23日）
- 『ぎふサテ!』（岐阜放送、2020年6月23日）
- 『本日はダイアンなり!』（朝日放送テレビ、2020年10月31日）
- 『ぐっと』（中京テレビ、2020年12月18日）
- 『メレンゲの気持ち』（日本テレビ、2020年12月26日）
- 『クレッペ』（中京テレビ、2021年2月5日）
- 『めざましテレビ』（フジテレビ、2021年4月26日）

### CM
- 『中小企業ビジネスジャーナル』内
- 『24時間テレビ』内（2020年8月22日-23日、日本テレビ系列・東海地方限定）＊
- 『おはよう朝日です』内（ABCテレビ、2020年12月～2021年5月）＊
- 『サタデープラス』内（MBSテレビ、2021年4月～6月）＊
- 『BMKのでらヤバいい～旅!』内（東海テレビ、2021年6月～）＊

（＊のあるものは、ドーキンズ英里奈出演）

## ラジオ情報
- 『GLOBAL R-VISION』（エフエム愛知、2015年2月14日、2017年05月13日）
- 『安藤竜二の"ブランド・プロミス"』（スモールサンラジオ、2015年5月11日）
- 『HAPPY STYLE』（エフエム愛知、2015年10月3日）
- 『SANQモーニング』（RADIO SANQ、2018年9月18日）
- 『TWILIGHT MAGIC』（エフエム岐阜、2021年6月8日）
- 『Hi-VOLTAGE!』（エフエム愛知、2021年6月15日）
- 『GIFTTune』（ぎふチャンラジオ、2022年4月22日）

### オンライン配信番組
- 『ドキラジ〜気ままに聴いてもらいたいラジオ〜』（Voicy、2022年3月12日）

## 出版物

### 著書
- 『商品が躍るステージをつくる町工場』DDR BOOKS、2017年[25]。ISBN 978-4864876605

### 省庁発行文書
- 『中部の「地域産業資源活用事業計画」平成22年度第 3回認定について』pp. 3,11（経済産業省中部経済産業局、2010年）[69]
- 『2017年版中小企業白書』第2部：中小企業のライフサイクル、第3章：新事業展開の促進、p. 388（中小企業庁、2017年）[78]

### その他掲載情報

#### 田中和広紹介
- 『日経MJ』2016年11月21日（日本経済新聞社）
- 『日経ものづくり』2017年11月号（日経BP）
- 『日経トップリーダー』2018年6月号、2022年3月号（日経BP）
- 『日経ビジネス』2022年1月号（日経BP）
- 日本全国お取り寄せ手帖（web掲載）[79]
- 日本ネット経済新聞（web掲載）[80]
- 『到知』2023年2月号（致知出版社）

#### 製品紹介
- 『with』2014年2月号（講談社）
- 『美ST』2014年7月号（光文社）
- 『美的』2015年1月号（小学館）
- 『Poco'ce』2016年9月号（タンクパブリケーションズ）
- 『STORY』2017年3月号（光文社）
- 『Hot-Dog PRESS』No.353（講談社、2021年09月24日）
- 『LDK』2021年9月号（晋遊舎）
- 『GINZA』2021年11月号（マガジンハウス）
- 『GLOW』2021年12月号（宝島社）
- 『美ST』2022年1月号（光文社）
- 『Fine』2022年1月号（日之出出版）
- 『MonoMax』2022年3月号（宝島社）

#### 研究論文
- Yokoyama M, Yamashita T, Kaida R, Seo S, Tanaka K, Abe S, Nakano M, Fujii Y, Kuchitsu K (December 2021). “Ultrafine bubble water mitigates plant growth in damaged soil”. Bioscience, Biotechnology, and Biochemistry 85 (12):  2466–2475. doi:10.1093/bbb/zbab169. PMID 34596677.